# Chandanahalli, Belur
Chandanahalli là một làng thuộc tehsil Belur, huyện Hassan, bang Karnataka, Ấn Độ.